# Interpride
Interpride, stilliserat som InterPride, grundades i oktober 1982 och är en internationell HBTQ-organisation för lokala, nationella och regionala Prideorganisationer.

## Historia
I april 1981 träffades Pride-samordnarna Marsha H. Levine, från Bostons Prideorganisation, och Rick Turner, från San Franciscos Prideorganisation, på HBTQ-rörelsens ledarskapskonferens Call to unite i Los Angeles, där även organisationen NOLAG (National Organization of Lesbians and Gays) grundades. De diskuterade behovet av att skapa forum för kunskaps- och erfarenhetsutbyten inom Priderörelsen genom att jämföra de utmaningar deras respektive organisation stod inför. Följande år bjöd man därför amerikanska Pride-organisationer in till första upplagan av vad som skulle bli en årlig konferens för erfarenhetsutbyte, samordning och utbildning. Konferensen ägde rum i två dagar från den 9 oktober 1982 i Boston.
Vid konferenserna i slutet av 1980-talet började förutom amerikanska Prideorganisationer även engelska, mexikanska och kanadensiska organisationer att delta. Successivt deltog fler och fler organisationer från andra länder även vid konferenserna under 1990-talet. När representanter från 73 Prideorganisationer från 18 länder deltog i 1997 års konferens i New York lades grunden för det som numera är Worldpride. Den första konferensen utanför Nordamerika hölls i Glasgow, Skottland, 1999. Vid den konferensen bestämdes även att organisationen skulle byta namn till det nuvarande namnet Interpride.
Sedan millenniumskiftet har organisationen vuxit än mer internationellt och flera konferenser har ägt rum Centralamerika, Europa, och Oceanien. Interpride har under 2000-talet även fortsatt utveckla konceptet med Worldpride, vilket numera också är ett återkommande arrangemang där värdskapet växlar mellan Prideorganisationer i olika länder.

## Medlemmar
Interprides medlemsorganisationer är lokala, regionala och nationella Prideorganisationer i olika länder. Genom överenskommelser mellan de nationella och regionala organisationerna United States Association of Prides (USAP), European Pride Organizers Association (EPOA, organisationen bakom Europride), och Fierté Canada Pride (FCP) och Interpride är den som är medlem av USAP, EPOA eller FCP automatiskt medlem även i Interpride.
Interpride har 2021 drygt 400 medlemsorganisationer i 70 olika länder. Som exempel kan nämnas att Copenhagen Pride, Dublin Pride och Malmö Pride, San Francisco Pride samt Stockholm Pride år 2021 är medlemmar i organisationen.

## Verksamhet
Organisationen leds av tre ordföranden, vilka 2021 är Hadi Damien, Linda DeMarco och Julian Danjivan. Därtill består styrelsen 2021 av ett antal vice ordföranden med olika tematiska ansvar, en kassör och sekreterare. Organisationens verksamhet har sin tyngdpunkt i samverkan och samordning, erfarenhetsutbyte, utbildning och mentorskapsprogram. Interpride har två större återkommande verksamheter. Dels i form av de årligen återkommande världskonferenserna, som på engelska går under namnet Annual World Conference (AWC), samt Worldpride, vilket är ett koncept som ägs av Interpride men som genomförs av dess medlemsorganisationer.

### De årliga konferenserna
Interprides årliga världskonferenser (AWC) är en vidareutveckling av de konferenser som hölls i USA under organisationens första decennier. Konferensen äger rum på olika platser, i olika länder, varje år. Fram till 2021 har konferenserna ägt rum i olika länder i Europa, Nordamerika och Oceanien. Konferenserna har i regel en tematisk inriktning som varierar från år till år. Samtidigt är det övergripande syftet med konferenserna att skapa plattformar där medlemsorganisationernas representanter kan utbyta erfarenheter, samverka med varandra och skapa förutsättningar för framtida samarbeten.
Eftersom medlemsföreningarnas ekonomiska förutsättningar att skicka representanter till de årliga konferenserna ser väldigt olika ut finns det inom Interpride en möjlighet att ansöka om stipendier. Detta för att utjämna en del av de skillnader som finns mellan medlemmarna och möjliggöra för fler att delta vid konferenserna.

### Fotnoter
1. 1 2 3 4  ”History - InterPride” (på engelska). interpride.org. Arkiverad från originalet den 14 augusti 2021. https://web.archive.org/web/20210814073331/http://interpride.org/history.html. Läst 11 augusti 2021.
2. ↑  ”Membership - InterPride” (på engelska). interpride.org. Arkiverad från originalet den 14 augusti 2021. https://web.archive.org/web/20210814073331/http://interpride.org/membership.html. Läst 11 augusti 2021.
3. ↑  ”Our Members - InterPride” (på engelska). www.interpride.org. Arkiverad från originalet den 14 augusti 2021. https://web.archive.org/web/20210814073331/https://www.interpride.org/our-members.html#E. Läst 11 augusti 2021.
4. 1 2  Robinson, Charlotte; Journalist, ContributorEmmy Award Winning Broadcast (12 oktober 2012). ”LISTEN: InterPride 2012 Co-Chairs On Celebrating 30 Years Of Global Pride” (på engelska). HuffPost. Arkiverad från originalet den 14 augusti 2021. https://web.archive.org/web/20210814073330/https://www.huffpost.com/entry/interpride-2012-co-chairs-on-celebrating-30-years-of-global-pride_b_1953861. Läst 12 augusti 2021.
5. ↑  ”World Conference & General Meetings - InterPride” (på engelska). interpride.org. Arkiverad från originalet den 14 augusti 2021. https://web.archive.org/web/20210814073331/http://interpride.org/our-work/conference-meetings.html. Läst 12 augusti 2021.
6. ↑  ”WorldPride - InterPride” (på engelska). interpride.org. Arkiverad från originalet den 14 augusti 2021. https://web.archive.org/web/20210814073333/http://interpride.org/worldpride.html. Läst 12 augusti 2021.
7. ↑  ”Scholarship - InterPride” (på engelska). www.interpride.org. Arkiverad från originalet den 14 augusti 2021. https://web.archive.org/web/20210814073331/https://www.interpride.org/scholarship.html. Läst 12 augusti 2021.